# 92.ª Divisão de Infantaria (Estados Unidos)
A 92ª Divisão de Infantaria "Búfalo", anteriormente apenas 92ª Divisão, foi uma divisão de infantaria do Exército dos Estados Unidos que combateu na Primeira Guerra Mundial, Segunda Guerra Mundial e na Guerra da Coreia. A divisão foi organizada em outubro de 1917, após a entrada dos EUA na Primeira Guerra Mundial, em Camp Funston, no Kansas, com soldados negros de todos os estados. Em 1918, antes de partir para a França, o búfalo americano foi escolhido como insígnia da divisão devido ao apelido de "Soldados Búfalo", dado aos soldados de cavalaria negros do exército americano no século XIX; e proveniente do 366º Regimento de Infantaria, uma das primeiras unidades da divisão.
Na Segunda Guerra Mundial, a 92ª Divisão de Infantaria foi a única divisão de infantaria negra que participou em combates na Europa por causa da segregação racial. Na ocasião, a 92ª foi comandada pelo General "Ned" Almond e fez parte do Quinto Exército dos EUA, lutando na Campanha da Itália de 1944 até o fim da guerra.

## História
Antes de partir para França em 1918, a divisão foi presenteada com a insígnia dos "Buffalo Soldiers". O apelido “soldado búfalo” data do final de 1860, quando os soldados negros se apresentaram como voluntários para o oeste americano. Os índios americanos, que encaravam a nova ameaça como “homens brancos pretos”, inventaram o termo “soldado búfalo” como mostra de respeito para um valoroso inimigo. De acordo com uma história, os índios pensavam que os soldados negros, com sua pele escura e cabelos encarapinhados, pareciam búfalos. Outra história diz que o nome vem do couro de búfalo que muitos soldados negros usavam durante os duros invernos no oeste, como um suplemento à seus inadequados uniformes do governo
Com esta segregação, foi a única divisão de infantaria americana composta por negros, colocada em combate na Europa durante a Segunda Guerra Mundial, fazia parte do V Exército e serviu na Campanha da Itália de 1944 até o fim da guerra.
Durante a Segunda Guerra Mundial, as unidades de combate eram racialmente segregadas e muitos deles tinham que provar seu valor para serem aceitos em determinadas companhias. Dos 990.000 negros americanos selecionados para o serviço militar durante a 2ª Guerra Mundial, somente uma divisão negra combateu como infantaria na Europa, a 92ª Divisão de Infantaria. A grande maiorias dos afro-americanos usando uniforme eram designadas para para atividades de construção ou intendência, neste último servindo basicamente na marinha e dentro destes serviços estavam o nada agradável, registro e inventário de sepulturas. O  governo alegava que os negros não eram suficientemente motivados ou agressivos para lutar.

## Campanhas

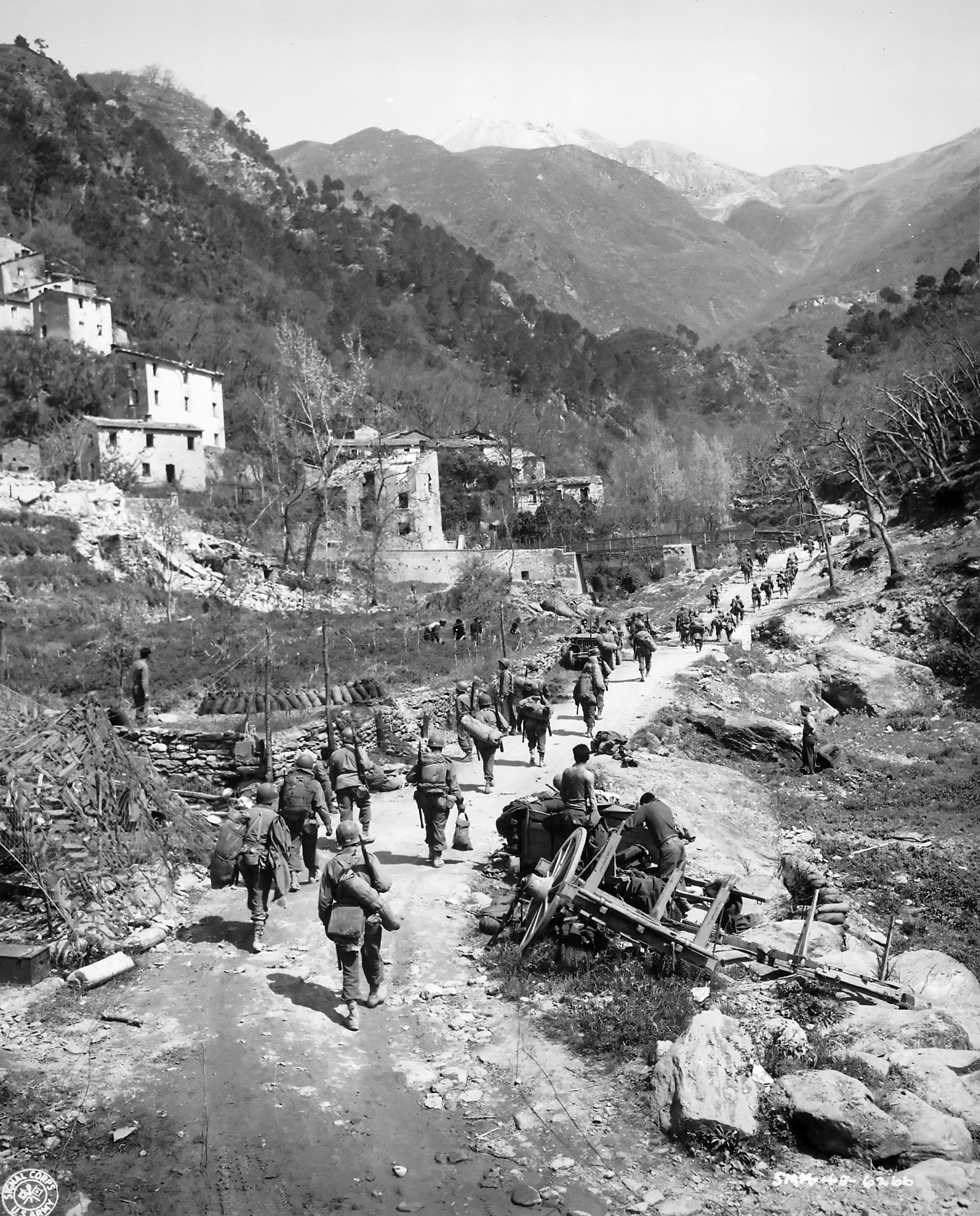
92ª Buffalo Divisão perseguindo alemães em retirada através do Vale do Pó

Apesar de reconhecida como uma unidade composta de negros, mesmo dentro dela havia segregação começando com os oficiais de primeira linha, onde todos os oficiais superiores eram brancos, ficando os negros com os comandos de segunda linha (oficiais inferiores)
Sob o comando do General de divisão Edward Almond, a 92ª iniciou seu treinamento de combate em outubro de 1942, seguindo para ação na Itália no verão de 1944, subordinada inicialmente à 1ª Divisão Blindada.
Durante a campanha teriam contato com as tropas francesas e britânicas, nas quais a segregação etnorracial (de negros africanos, marroquinos, argelinos, indianos, gurkhas, árabes e judeus palestinos) também era regra. Também travariam contato com europeus exilados provenientes dos países ocupados pela Alemanha: poloneses, gregos e tchecos; italianos antifascistas (tanto tropas regulares quanto guerrilheiros partigiani); assim como com as tropas da Força Expedicionária Brasileira, que, em vez de segregacionismo, possuíam diversidade étnica.

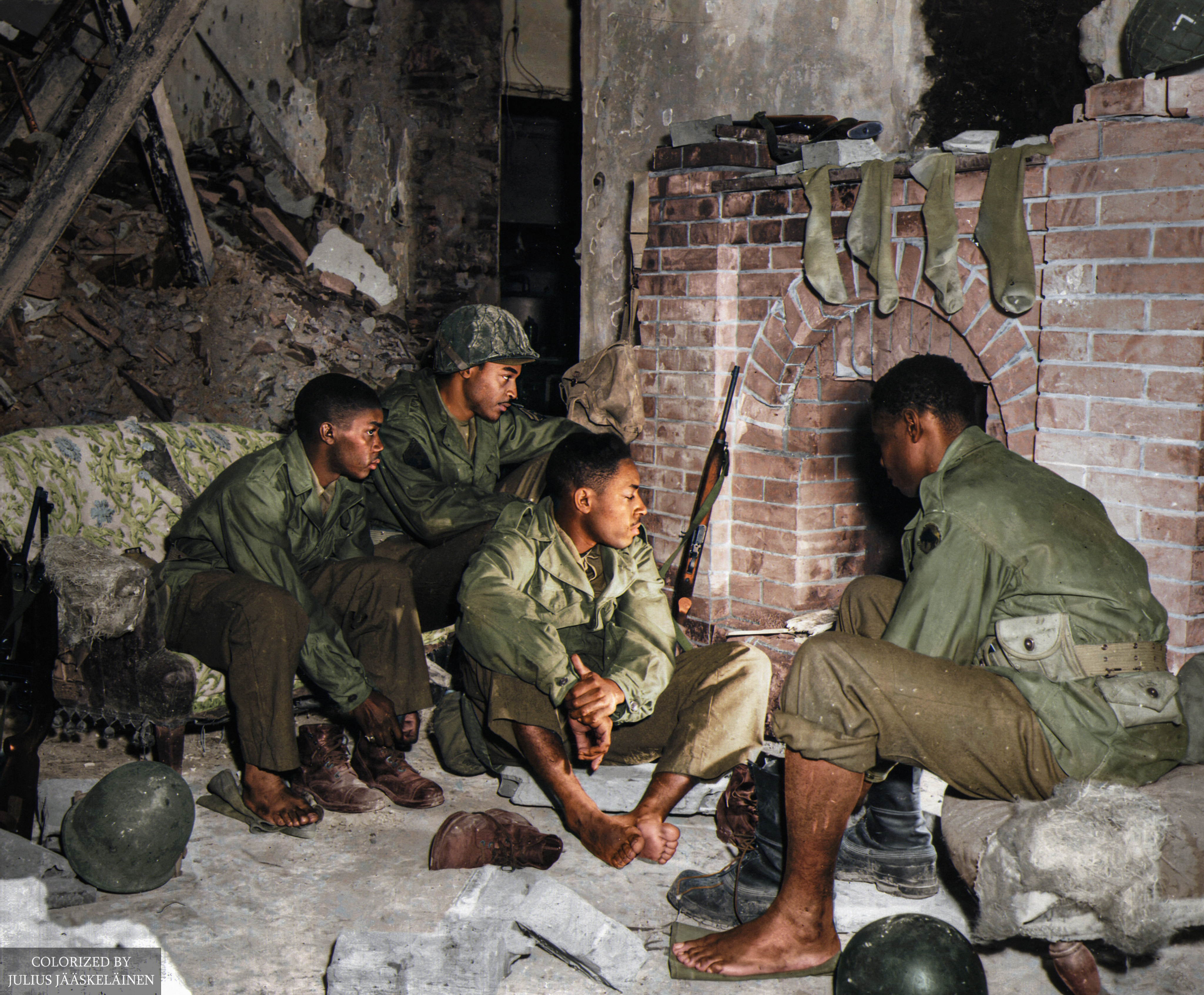
Soldados da 92ª Búfalo descansando em uma casa italiana.

Depois do desembarque no área continental da Itália em Salerno, em 9 de setembro de 1943, os aliados tinham tentado sem sucesso destruir Kesselring antes de janeiro de 1944. Agora eles mais uma vez esperavam fazer significativos avanços antes das nevascas de inverno que estavam para cair.
Em 1º de setembro, os três batalhões do 370º Regimento, junto com elementos da 1ª Divisão Blindada, cruzaram o Rio Arno e avançaram para o norte por três ou quatro quilômetros. O 370º de Engenharia e o 1º de Engenharia Blindada já haviam limpado os campos minados e preparado o terreno para cruzar o Arno.
Os alemães contra-atacaram com fogo de armas portáteis, metralhadoras e artilharia, enquanto seus elementos avançados começaram a retirar-se em direção à linha Gótica. Os soldados da divisão búfalo avançaram para o norte, além do monte Pisano e atacaram a cidade de Lucca. Eliminaram o restante da resistência inimiga ao longo da estrada conectando Pisa a Luca.
O ataque principal começou em 10 de setembro, e três dias depois os soldados búfalo e os tanquistas da 1ª Blindada estavam na base nos Apeninos setentrionais. No dia 18 de setembro, o II Corpo tinha rompido a Linha Gótica no passo Il Giogo e muitos dos tanques da 1ª Blindada foram enviados para aquela área. O IV Corpo consolidou suas unidades, enquanto mantinha sua seção da linha até tarde no mês, quando patrulhas dos soldados búfalo entraram no Vale do Serchio.